# Préfecture en France
En France, préfecture désigne à la fois la fonction d'un préfet, la ville où il siège (chef-lieu de département ou de région), les services administratifs qui le secondent et le bâtiment qui héberge le préfet et ses services.
Les moyens des préfectures constituent le programme « Administration territoriale » du budget de l'État, dans le cadre de la mission « Administration générale et territoriale de l'État ». Les crédits de paiement de ce programme s'élevaient à 1,742 milliard d'euros en 2006, dont 73 % en dépenses de personnel, 19 % en dépenses de fonctionnement et 8 % en dépenses d'investissement.

## Préfectures départementales

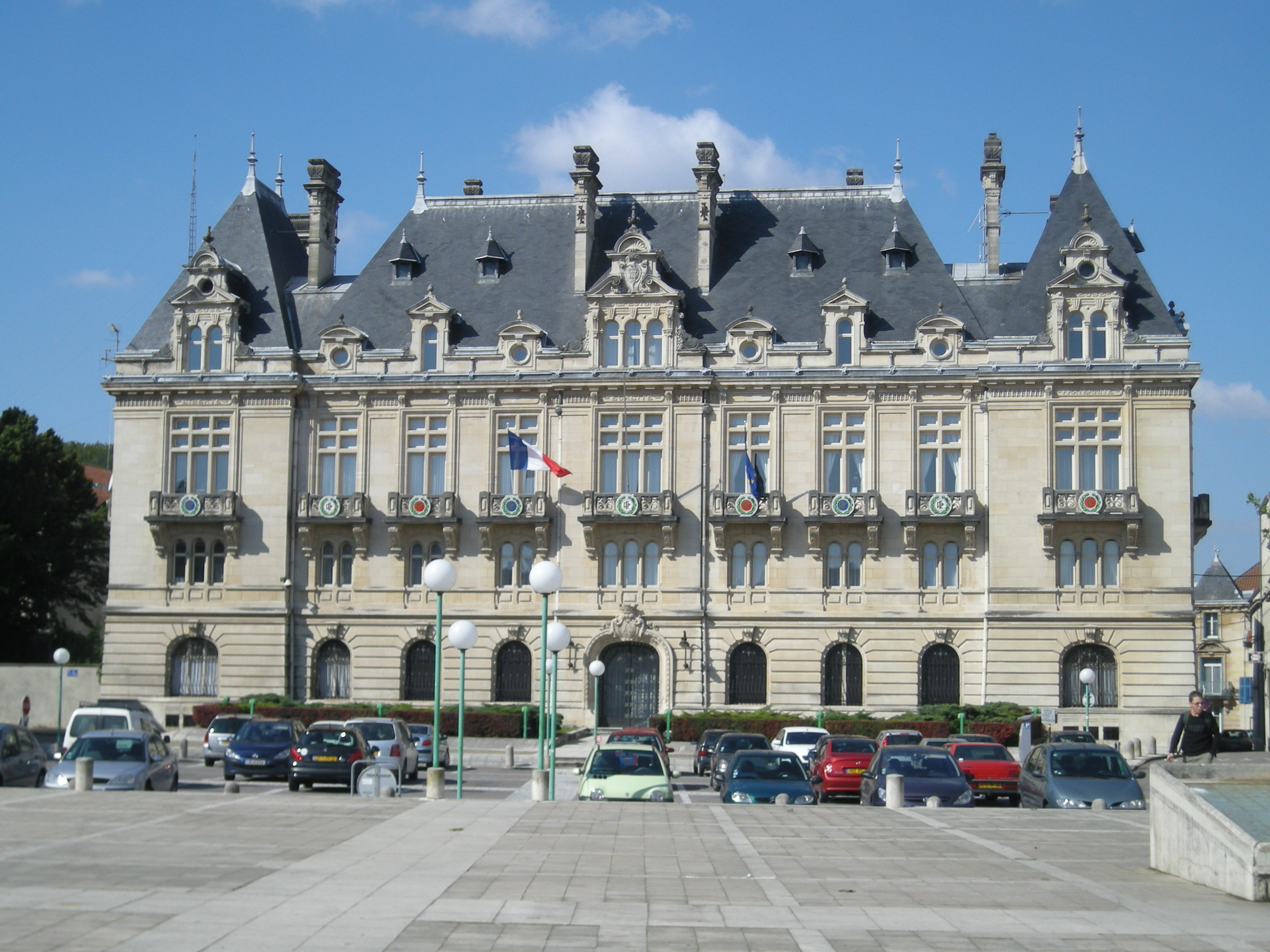
Préfecture de la Meuse à Bar-le-Duc.

Une préfecture désigne les services de l'administration préfectorale à la tête desquels est placé un préfet, ainsi que le bâtiment qui les héberge. Dans le langage courant, il désigne souvent le chef-lieu du département.
Les services administratifs d'une préfecture sont organisés de manière presque semblable dans chaque département. Cette administration, dont les objectifs et les moyens sont différents des conseils départementaux, siège dans un ou plusieurs bâtiments parfois désignés : « hôtel de préfecture ». C'est là que réside obligatoirement un préfet en fonction.
Le département est lui-même subdivisé en arrondissements (à l'exception des départements les moins étendus) dont les services et les bâtiments qui les hébergent, ainsi que la ville chef-lieu, sont désignés par le terme de « sous-préfecture ». Le préfet supervise l'ensemble des arrondissements du département. Le secrétaire général de la préfecture est aussi le sous-préfet de l'arrondissement chef-lieu. Les autres arrondissements sont chacun dirigés par un sous-préfet, qui siège au chef-lieu d'arrondissement.
Avec la révision générale des politiques publiques, de nombreux services à compétence départementale sont supprimés (notamment la DDE, la DDA, la jeunesse et les sports), leurs attributions étant souvent transférées à l'échelon régional.
Les préfectures comportent désormais, selon les départements, deux ou trois directions départementales interministérielles (DDI) créé au 1er janvier 2010.
Voir la : liste des préfectures de France.

## Préfectures de région

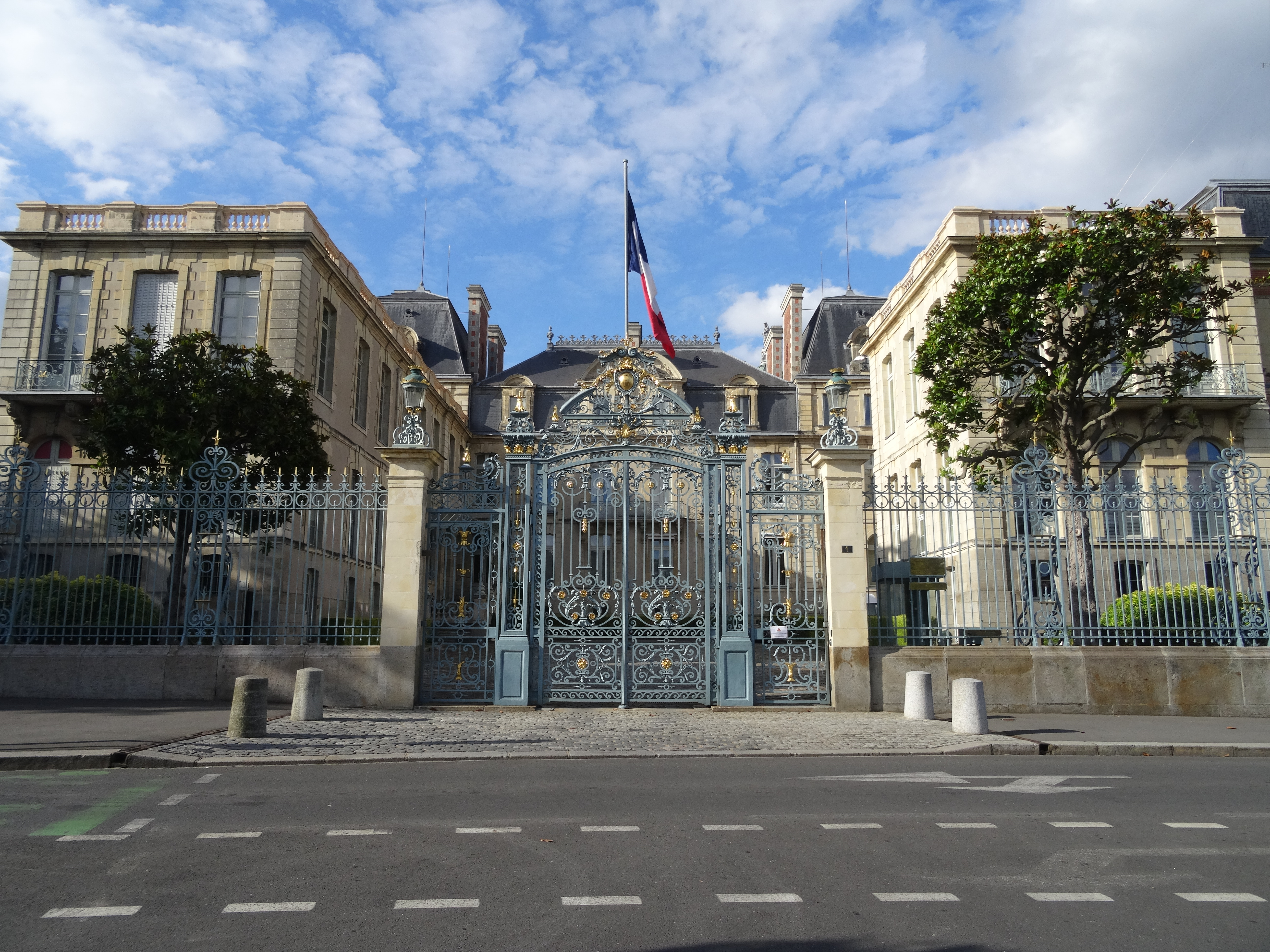
Hôtel de préfecture de la région Bretagne à Rennes.

Une préfecture de région désigne les services administratifs d'un préfet de région. Créées en 1964, on les appelait « circonscriptions d'action régionale ». Elles correspondent aux « régions de programme » dessinées dans les années 1950 et qui ont donné naissance aux actuelles régions françaises.
Le préfet de région étant toujours le préfet de département siégeant au chef-lieu d'une région, les services du préfet de région siègent dans la même ville.
Une préfecture de région dispose d'un secrétariat général pour les Affaires régionales.

## Préfectures maritimes
Le domaine maritime français est également découpé en préfectures. Elles ont remplacé les anciennes amirautés de l'Ancien Régime.
Les principales missions des préfectures maritimes sont la sécurité en mer, qui est assurée par les Centres régionaux opérationnels de surveillance et de sauvetage (CROSS), la sûreté maritime et la préservation de l'environnement.
Les préfets maritimes coordonnent l’action en mer des administrations et la mise en œuvre de leurs moyens (marine nationale, affaires maritimes, douanes, gendarmerie...)
La France compte trois préfectures maritimes :
- la préfecture maritime de l'Atlantique basée à Brest[3] ;
- la préfecture maritime de la Méditerranée basée à Toulon[4] ;
- la préfecture maritime de la Manche et de la mer du Nord basée à Cherbourg[5].

## Préfecture de police
Les préfectures de police, sous l'autorité du ministre de l'Intérieur, sont les institutions chargées d'assurer la sécurité des personnes et des biens dans les ressorts territoriaux des agglomérations parisienne et marseillaise.